# Рождественский, Игнатий Дмитриевич
Игна́тий Дми́триевич Рожде́ственский (28 октября (10 ноября) 1910 — 3 июля 1969) — русский советский поэт.

## Биография
Игнатий Рождественский родился 28 октября (10 ноября по новому стилю) 1910 года в Москве.
Его дед по матери — дворянин Николай Иванович Бландов — был основателем первого в России молочного завода. Бабушка будущего поэта — Мария Евграфовна Бландова — была литератором, дружила со многими писателями своей эпохи.
Отец поэта был управляющим на молочных заводах Бландовых. Мать — Екатерина Николаевна, выпускница Сорбонны, знала несколько иностранных языков, любила и понимала музыку, хорошо разбиралась в живописи и литературе. Она привила интерес к искусству и литературе своим детям. Во время Октябрьской революции 1917 года семья покинула Москву и оказалась в Красноярске.
После окончания школы Игнатий уехал в Новоселовский район ликвидатором безграмотности и учителем начальной школы деревни Камчатка, затем переезжает в село Чалбышево Пировского района. Здесь он встретил молодую учительницу Геню Менделевну Злотину, ставшую его женой. У них в семье было двое сыновей и три дочери.
В 1927 году, когда Игнатию было семнадцать лет, в газете «Красноярский рабочий» появилось его первое печатное стихотворение «Полк обороны». В 1934 году молодая семья уехала в Туруханск. Два года Рождественский учил старшеклассников Туруханска, одновременно учился и сам — заочно с отличием окончил Иркутский педагогический институт.
В 1936—1937 годах Игнатий Дмитриевич работал в Игарке, когда город ещё только строился. В 1941 году Рождественский выехал в Красноярск, где жил до конца жизни.
В 1946 году Игнатия Рождественского приняли в Союз писателей СССР. В послевоенные годы вышли книги его стихов: в Красноярске — «Стихи поэмы» (1952), «Мои друзья» (1954), «Енисейская новь» (1959), «Тропинки родины моей» (1963) и другие; в Москве — «Костер над Енисеем» (1950), «Тайга шумит» (1957), «Костер на льдине» (1960) и «Сердце русское» (1966).
Почти девять лет (1956—1965) Рождественский работал специальным корреспондентом «Правды» по Сибири и Якутской АССР.
Награждён орденом «Знак Почёта» и медалями.

## Смерть
2 июля 1969 года покончил с собой. Похоронен на Николаевском кладбище Красноярска.

## Семья
- Жена — Геня Менделевна Злотина.
  - Дочь — Юлия.
  - Сыновья — Владимир, Владислав.
  - Дочь — красноярский журналист Лидия Рождественская.
  - Дочь — Елена Рождественская.

- -     - Внуки — поэт Антон Нечаев, Игнатий Рождественский, Владимир Рождественский, Илья Рождественский.

## Память
- На фасаде жилого дома в Красноярске по улице Декабристов 23, установлена мемориальная доска, сообщающая, что в этом здании с 1953 по 1969 годы жил и работал поэт Игнатий Дмитриевич Рождественский[3].
- В Красноярске проводится поэтический конкурс имени Рождественского[4].